# メアリー・ラム

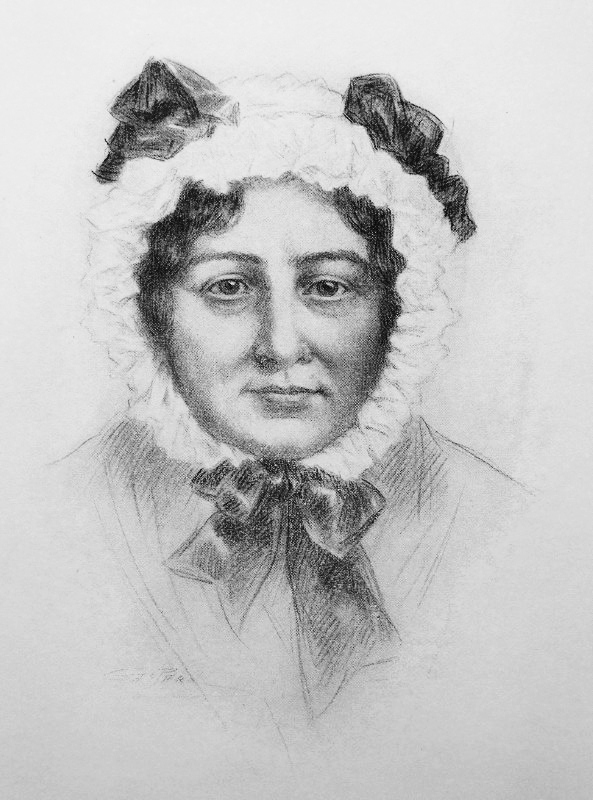

メアリー・ラム（Mary Lamb, 1764年12月3日 - 1847年5月20日）は、イギリスの作家である。作家であるチャールズ・ラムの実姉。精神の病を患い、1796年9月22日に狂気の発作を起こしてお針子に襲い掛かり、それを制止しようとした母親を殺害した。その後、弟の手配でイズリントンの病院に入院する。一生を通じて弟に世話をされながら暮らし、1807年1月末に姉弟で『シェイクスピア物語』を発表する。ウィリアム・ワーズワースの妹であるドロシー・ワーズワースとも手紙のやり取りをしていた。